# Папарригопулос, Иоаннис
Иоаннис Папарригопулос (греч. Ιωάννης Παπαρρηγόπουλος; 1780, Наксос — 1874, Каристос, Эвбея) — российский дипломат, греческий революционер, сыгравший значительную роль в деятельности и принятии решений тайной революционной организации Филики Этерия.

## Биография
Иоаннис Папарригопулос родился на острове Наксос в 1780 году. Первоначально уехал на учёбу в Константинополь, после чего учился юриспруденции в Москве, а затем медицине в Риме.
В 1807 году был назначен переводчиком российской эскадры Эгейского моря и вместе с греческими клефтами Никоцараса принимал участие во взятии крепости острова Тенедос.
Вернувшись в османскую Грецию, был назначен секретарём и переводчиком в российское консульство в городе Патры. Находясь на этом посту, вступил в тайное революционное общество Филики Этерия, которое доверило ему контакты с Али-пашой. В 1819 году Папарригопулос посвятил в «Общество» многих жителей города Месолонгион.

## Агент Этерии
Сепаратистские тенденции Али-паши Тепеленского вызывали подозрения в Константинополе. Для того чтобы выслужиться перед султаном, Али передал в Константинополь информацию, от своих осведомителей, о существовании Этерии и готовившемся восстании. Но «на благо греков, ненависть к Али ослепила турок». Али осознал что ему оставалось только сражаться. В мае 1820 года, в своей «столице» Янина, Али обратился к албанцам-мусульманам и грекам с призывом для общего блага соединить свои усилия, иначе султан разделается с ними поодиночке.
Перед этим, в феврале, Али, имевший информацию о том, что штаб Этерии находился где-то в России, вызвал уже знакомого ему Папарригопулоса из Патр, назначив ему встречу в Превезе. Али стал убеждать Папарригопулоса в том, что Османская империя загнивала и что он ищет поддержку у России. Папарригопулос не только обещал ему отправиться в Россию, но заверил Али в том, что последний найдёт там поддержку и дал указание готовиться к противоборству с султаном и к войне.
По возвращении в Патры Папарригопулос получил указание консула Валасопулоса, также гетериста, отправиться в Россию, что соответствовало просьбе Али, и запросить у Каподистрии быстрейшей акции российской армии для спасения Али. Но основной задачей, поставленной Папарригопулосу, было получить информацию на месте, намерена ли Россия оказать помощь грекам в случае Греческой революции.
Али, узнав об отбытии Папарригопулоса в Россию, полный энтузиазма, приказал христианам своего региона вооружаться и отправил своего человека на остров Керкира, чтобы вручить большую денежную сумму гетеристам. «Старая лиса — Али было тогда 76 лет — играла уже игру Этерии, полагая, что гетеристы играют его игру».
В июле 1820 года султан, своим фирманом, объявил Али ренегатом.
В январе 1821 года бо́льшая часть османских сил оставила Пелопоннес и ушла осаждать Янина, что полностью соответствовало планам гетеристов. Али был готов к сдаче, но получил радостное, но дезинформирующее, письмо Папарригопулоса из Петербурга о том, что всё идёт по намеченной программе. Али собрал во дворце всех своих сановников и военачальников и зачитал письмо.

## Историческое решение
В 1820 году руководство Филики Этерии принял генерал-майор русской армии Александр Константинович Ипсиланти, бывший адъютантом императора Александра I. Все планы гетеристов, в разных вариантах, предполагали что восстание начнётся с Мореи. Причиной тому были всевозможные беспочвенные и оптимистические доклады с места, такие как доклад Анагностараса, который утверждал что повстанцы в Морее смогут выставить 30 тысяч вооружённых, а турки только 12 тысяч.
Папарригопулос прибыл в Одессу 22 августа 1820 года, имея в руках чистый лист, с подписями всех лидеров Мореи и поручением использовать его по обстоятельствам. Папарригопулос отправился в Петербург, но не застал там Ипсиланти. Встретившись Каподистрией, он отправился в Москву, а затем в Киев. Наконец он застал Ипсиланти в Одессе. Их разговор был не только драматическим, но и решительным для истории Греческой революции. Папарригопулос решительно воспротивился планам начать восстание с Мореи, отмечая что население не располагает обещанным гетеристами оружием. Ипсиланти заявил о своей информации и потребовал обратных доказательств. Папарригопулос продиктовал гетеристу Ископулосу свой текст, который тот написал на чистом листе с подписями лидеров Мореи, и утром вручил Ипсиланти. Ипсиланти был потрясён и склонялся к тому чтобы отложить восстание. Папарригопулос предложил начать восстание в Придунайских княжествах, создавая тем самым впечатление у турок, что за ним стоит Россия. Это же впечатление усилит желание Али-паши сопротивляться султану. Всё это даст время и возможность повстанцам Мореи и Средней Греции «вырвать оружие из рук турок».
Аргументы Папарригопулоса впечатлили Ипсиланти.
При этом Ипсиланти всё же подозревал, что правда находится в середине между докладами Анагностарса и Папарригопулоса и созвал 5-7 октября 1820 года совещание в Измаиле. В совещании приняли участие Лассанис, Георгиос, Ксантос, Эммануил, Перревос, Христофор, Папафлессас, только что вернувшийся из Египта Ипатрос, Димитриос, командующий маленькой российской флотилией на Дунае Пападопулос, Корфинос и другие лидеры гетеристов. После буйных дискуссий, было принято решение начать восстание в Морее.
24 октября Ипсиланти принял решение вернуться к предложению Папарригопулоса и начать восстание с Придунайских княжеств. Среди множества предположений, касающихся причин изменения плана, историки указывают и на продолжающиеся поступать от Папарригопулоса информации о неготовности Мореи.

## Наваринское морское сражение
В начале Греческой революции, Папарригопулос был назначен в апреле 1821 года переводчиком в российское консульство Смирны. Он приложил большие усилия для спасения многих тысяч греческого гражданского населения, во время резни в Смирне в 1821 году.
Гетеристу Папарригопулосу, посвятившему свою жизнь и тайную деятельность освобождению Греции, посчастливилось принять участие в Наваринском сражении, в качестве переводчика российской эскадры. На борту «Азова», вместе с ним находились ещё два грека — Катакази, Гавриил Антонович назначенный на флот советником адмирала Гейдена по греческим делам и впоследствии посол России в Греции, и лоцман С.Балурдос. Папарригопулос получил 2 ранения в ходе сражения. Его разбитые пулей часы, но спасшие ему жизнь, находятся сегодня в музее Бенакиса в Афинах..

## Последние годы Греческой революции
К концу Освободительной войны Папарригопулос, в качестве переводчика российского консульства Патр, выступил посредником между греческими повстанцами, осаждавшими крепость Антирио, и его турецко-албанским гарнизоном. Крепость осаждённая «1-й тысячей» которой командовал Христодулос Хадзипетрос, иррегулярной кавалерией, которой командовал сербский болгарин Христос Дагович и фрегатом «Эллада», сдалась после «ложного боя», во избежание гнева султана. 13 марта 1829 года турецкий гарнизон крепости, с оружием в руках, был погружён на корабли, зафрахтованные греческим правительством, и отправлен в Эпир. После этого повстанцы и эскадра, под командованием Миаулиса, осадили крепость Навпактос, которую защищали 5 тысяч солдат. Навпактос сдался 11 апреля.
Наконец, 2 мая 1829 года, при посредничестве Папарригопулоса, сдался гарнизон Месолонгиона и 1500 османских солдат и 600 гражданских лиц, не подвергаясь никакой угрозе, ушли в Превезу.

## В Греческом королевстве
При короле баварце Оттоне, Папарригопулос обосновался в 1843 году в Афинах, где служил генеральным консулом России до 1862 года. Его дом был одним из немногих зданий маленького тогда города, пригодным для жилья для людей избалованных условиями больших европейских столиц, как писал греческий меценат барон Веллиос, Константинос. Вступив в политическую жизнь Греции, Папарригопулос принадлежал к, так называемой, русской партии. Позже, при короле Георге, Папарригопулос стал государственным советником, сохраняя этот пост до своей смерти в 1874 году.
В 1840 году, будучи консулом России, Папарригопулос купил поместье Монтофоли у города Каристос на острове Эвбея и разбил там виноградник. Виноградник по сегодняшний день числится в каталоге производителей вина Греции. В этом поместье Папарригопулос умер в 1874 году.